# Hills and Dales, Ohio
Hills and Dales là một làng thuộc quận Stark, tiểu bang Ohio, Hoa Kỳ. Năm 2010, dân số của làng này là 221 người.

## Dân số
- Dân số năm 2000: 260 người.
- Dân số năm 2010: 221 người.